# 佐藤秀明 (野球)
佐藤 秀明（さとう ひであき、1960年〈昭和35年〉5月23日 - 2007年〈平成19年〉3月17日）は、秋田県秋田市土崎港出身の元プロ野球選手（投手）。

## 来歴・人物
秋田市立港北小学校、秋田市立土崎中学校卒。秋田市立高等学校（現：秋田県立秋田中央高等学校）から東洋大学へ進学。東都大学リーグでは、最上級生となった1982年春季リーグで、1年下のエース仁村徹とともに投手陣を支え優勝を果たす。同年の全日本大学野球選手権大会では、決勝で法政大学に敗れ準優勝。リーグ通算30試合に登板し5勝3敗。大学同期に後に阪神でもチームメイトとなる外野手の大野久がいた。
卒業後は社会人野球の日立製作所に進む。
1983年の都市対抗野球に富士重工業の補強選手として出場。
1984年の都市対抗野球では日立のエースとして活躍、2回戦で熊谷組に敗退したが各球団の注目を浴びた。
1984年のプロ野球ドラフト会議で阪神タイガースから2位指名を受け入団。
1985年から左の中継ぎとして起用され37試合に登板、リーグ優勝に地味ながら貢献した。西武との日本シリーズにも2試合に登板している。
1986年もショートリリーフを中心に活躍する。
1987年からは登板機会が激減。
1988年オフに福家雅明と共に、住友一哉・南秀憲とのトレードで近鉄バファローズに移籍。
1989年は中継ぎ、抑えに活躍し7勝4セーブ、救援投手陣の一角としてリーグ優勝を果たす。巨人との日本シリーズでは2試合に登板、第2戦では勝利投手になる。
1992年は登板がなく、同年限りで現役を引退した
。
引退後は球界には残らず阪神甲子園球場至近で焼肉店を開業・運営していたが、2007年3月17日、脳内出血のため西宮市内の病院で死去。46歳没。

## 詳細情報

### 年度別投手成績
| 年 度     | 球 団     | 登 板 | 先 発 | 完 投 | 完 封 | 無 四 球 | 勝 利 | 敗 戦 | セ 丨 ブ | ホ 丨 ル ド | 勝 率 | 打 者 | 投 球 回 | 被 安 打 | 被 本 塁 打 | 与 四 球 | 敬 遠 | 与 死 球 | 奪 三 振 | 暴 投 | ボ 丨 ク | 失 点 | 自 責 点 | 防 御 率 | W H I P |
| --------- | --------- | ----- | ----- | ----- | ----- | -------- | ----- | ----- | -------- | ----------- | ----- | ----- | -------- | -------- | ----------- | -------- | ----- | -------- | -------- | ----- | -------- | ----- | -------- | -------- | ------- |
| 1985      | 阪神      | 37    | 0     | 0     | 0     | 0        | 0     | 2     | 0        | --          | .000  | 144   | 35.1     | 33       | 3           | 6        | 0     | 2        | 17       | 1     | 0        | 13    | 13       | 3.31     | 1.10    |
| 1986      | 阪神      | 46    | 0     | 0     | 0     | 0        | 2     | 1     | 1        | --          | .667  | 259   | 58.2     | 71       | 4           | 10       | 1     | 1        | 23       | 0     | 0        | 32    | 29       | 4.45     | 1.38    |
| 1987      | 阪神      | 3     | 0     | 0     | 0     | 0        | 0     | 0     | 0        | --          | ----  | 17    | 2.2      | 8        | 1           | 0        | 0     | 0        | 0        | 0     | 0        | 5     | 4        | 13.5     | 3.00    |
| 1988      | 阪神      | 4     | 0     | 0     | 0     | 0        | 0     | 0     | 0        | --          | ----  | 6     | 0.2      | 3        | 0           | 1        | 0     | 0        | 1        | 0     | 0        | 1     | 1        | 13.50    | 6.00    |
| 1989      | 近鉄      | 47    | 0     | 0     | 0     | 0        | 7     | 3     | 4        | --          | .700  | 339   | 81.2     | 89       | 4           | 20       | 2     | 2        | 34       | 0     | 0        | 38    | 33       | 3.64     | 1.33    |
| 1990      | 近鉄      | 29    | 0     | 0     | 0     | 0        | 0     | 4     | 1        | --          | .000  | 165   | 36.2     | 44       | 8           | 11       | 2     | 0        | 17       | 0     | 0        | 27    | 19       | 4.66     | 1.50    |
| 1991      | 近鉄      | 27    | 1     | 0     | 0     | 0        | 1     | 1     | 0        | --          | .500  | 164   | 40.0     | 41       | 5           | 7        | 0     | 0        | 21       | 2     | 0        | 19    | 19       | 4.28     | 1.20    |
| 通算：7年 | 通算：7年 | 193   | 1     | 0     | 0     | 0        | 10    | 11    | 6        | --          | .476  | 1094  | 255.2    | 289      | 25          | 55       | 5     | 5        | 113      | 3     | 0        | 135   | 118      | 4.15     | 1.35    |

### 記録
- 初登板：1985年5月26日、対中日ドラゴンズ8回戦（阪神甲子園球場）、9回表に4番手として救援登板・完了、1回無失点
- 初奪三振：同上、9回表に谷沢健一から
- 初セーブ：1986年5月31日、対横浜大洋ホエールズ10回戦（阪神甲子園球場）、7回表に3番手として救援登板・完了、3回4失点（自責点2）
- 初勝利：1986年7月4日、対読売ジャイアンツ13回戦（阪神甲子園球場）、5回表に2番手として救援登板、2回無失点
- 初先発：1991年8月11日、対福岡ダイエーホークス18回戦（藤井寺球場）、3回2失点

### 背番号
- 24 （1985年 - 1988年）
- 22 （1989年 - 1992年）